# Uewer Nidder Käerjéng 97
UN Käerjéng 97, també conegut com a Uewer Nidder Käerjéng 97, és un equip de futbol de Luxemburg que milita en la Éirepromotioun, la segona lliga de futbol més important del país.

## Història
Va ser fundat el 1997 a la ciutat de Bascharage, al sud-oest de Luxemburg, per la fusió d'Union Sportive Bascharage i Jeunesse Hautcharage.
Són l'equip que ha rebut el marcador més voluminós a la història de les competicions europees, una derrota per 21-0 davant el Chelsea FC d'Anglaterra.

## Palmarès
- Copa luxemburguesa de futbol:[2]

1970/71 (Jeunesse Hautcharage)

## Copes Europees

### Com Jeunesse Hautcharage
- Recopa d'Europa de futbol: 1

1971-72: Primera ronda

### Com UN Käerjéng 97
- Copa UEFA

2007-08: Segona ronda
2011-12: Primera ronda

### Rècord Europeu
|                | P | G | E | P | GF | GC | GD  |
| -------------- | - | - | - | - | -- | -- | --- |
| UN Käerjéng 97 | 8 | 1 | 1 | 6 | 4  | 19 | −15 |